# Josip Bösendorfer
Josip Bösendorfer (čitaj: Bezendorfer) (Lukač kod Virovitice, 30. I. 1876. - Osijek, 6. VI. 1957), hrvatski povjesničar. Studirao u Zagrebu i Beču. Doktorirao 1902. u Zagrebu. Bio srednjoškolski profesor u Zagrebu i Osijeku, ravnatelj gimnazije u Osijeku i ravnatelj Muzeja Slavonije (1941-1949) također u Osijeku. Pokrenuo časopis "Osječki zbornik" (1942).

## Znanstveni rad
Proučavao povijest Slavonije i Baranje, osobito ranonovovjekovne te Virovitičke županije i grada Osijeka. Pored radova u Starinama, Građi i Radu JAZU, objavio veći broj članaka i u našim časopisima i dnevnom tisku koja je izlazila prije Drugog svjetskog rata. Otkrio je i objavio Gospodarski pravilnik (Regulamentom domaniale) Ivana Kapistrana Adamovića.

## Napomena
Zbog toga što je 1940. godine objavio knjižicu Nešto malo o našoj Baranji po njemu je nazvana belomanastirska ulica koja vodi od Ulice kralja Tomislava do Sunčane ulice (iza "općine"), koja se prije zvala Ulica Božidara Maslarića. Po njemu je nazvana i jedna od ulica u osječkoj Tvrđi (gradska četvrt Tvrđa), i to ona koja vodi od Trga Sv. Trojstva na istok do Fakultetske ulice.